# Cucina di Antigua e Barbuda

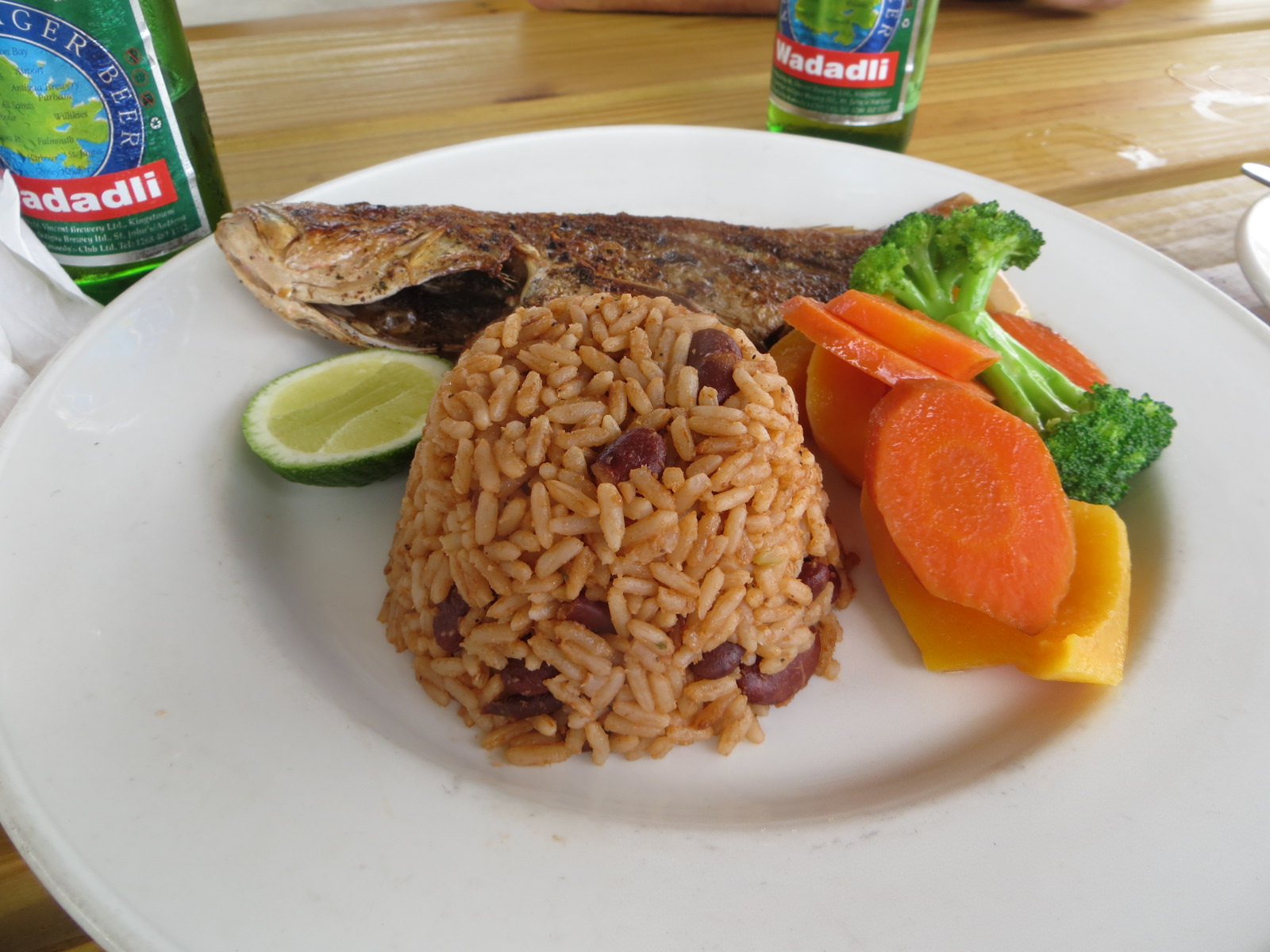
Un pasto a Saint John's, ad Antigua

La cucina di Antigua e Barbuda è simile a quella degli altri paesi delle Indie occidentali e si basa sul consumo di riso, piselli, zuppe di zucca e pesce. Gran parte degli ingredienti è stata importata nel corso del tempo, quindi le pietanze riflettono le caratteristiche della cultura creola.

## Piatti principali
Il piatto nazionale di Antigua e Barbuda è il pepperpot antiguano, che veniva preparato in pentole di argilla dai primi amerindi per preservarne le condizioni. Questo piatto è uno stufato di verdure condito con una ricca salsa, dentro al quale vengono immersi della carne o del pane di manioca. In passato la salsa veniva chiamata tomali (toma - "salsa" e ali - "pentola di argilla") e pare che venisse cotta per un giorno e poi aggiunta al piatto. Le verdure principalmente impiegate sono zucchine, spinaci, melanzane, piselli, zucca e gombi. Il piatto viene accompagnato dal fungee, un impasto rotondo fatto di mais e gombi.
Nel paese sono disponibili pesce e crostacei, in particolare aragoste, granchi e strombi. Alcuni prodotti della cucina creola sono il risolatte, il pesce salato, la zuppa di piedi di toro, la goat water e lo stomaco del maiale. Il merluzzo salato viene consumato a colazione ed è stato importato dagli Stati Uniti e dal Canada.
Uno dei frutti principali di Antigua e Barbuda è l'ananas nero (Ananas comosus), introdotto nell'area dagli aruachi e ritenuto un cibo degli dei. In passato le sue foglie venivano impiegate per la produzione di spaghi e vestiti, mentre dal frutto si produceva una sorta di vino. Oggi il suo succo è usato come rimedio per febbre, mal di stomaco, problemi alle vie urinarie e punture di vespe.
Un altro frutto diffuso nel paese è l'albero del pane, importato dalle Indie orientali.